# Lasiocroton
Lasiocroton é um género botânico pertencente à família Euphorbiaceae.

## Espécies
Composto por 10 espécies:
| - Lasiocroton bahamensis - Lasiocroton cordifolius - Lasiocroton fawcettii - Lasiocroton gracilis - Lasiocroton harrisii | - Lasiocroton macrophyllus - Lasiocroton micranthus - Lasiocroton prunifolius - Lasiocroton subpeltatus - Lasiocroton trelawniensis |

## Nome e referências
Lasiocroton Griseb.